# هیروشی میازاوا
هیروشی میازاوا (انگلیسی: Hiroshi Miyazawa; ۲۲ سپتامبر ۱۹۲۱ – ۲۶ مهٔ ۲۰۱۲) سیاست‌مدار اهل ژاپن بود.